# 디부스 데네시
디부스 데네시(헝가리어: Dibusz Dénes, 1990년 11월 16일 ~ )는 페렌츠바로시와 헝가리 축구 국가대표팀에서 뛰고 있는 헝가리의 축구 선수이다.

## 클럽 경력

### 페렌츠바로시
2015년 5월 20일, 디부스는 비데오톤과의 4-0으로 이긴 경기에서 페렌츠바로시 소속으로 데뷔했다.